# Kübekháza, Csongrád
Kübekháza  este un sat în districtul Szeged, județul Csongrád, Banat, Ungaria, având o populație de 1.487 de locuitori (2011).

## Demografie
Componența etnică a satului Kübekháza
     Maghiari (95,34%)
     Romi (2,33%)
     Necunoscut (0,47%)
     Alții (1,86%)
Componența confesională a satului Kübekháza
     Romano-catolici (42,03%)
     Fără religie (19,1%)
     Reformați (3,9%)
     Atei (1,21%)
     Necunoscută (33,29%)
     Greco-catolici (0,47%)
     Alte religii (1,41%)
Conform recensământului din 2011, satul Kübekháza avea 1.487 de locuitori. Din punct de vedere etnic, majoritatea locuitorilor (95,34%) erau maghiari, cu o minoritate de romi (2,33%). Apartenența etnică nu este cunoscută în cazul a 0,47% din locuitori. Nu există o religie majoritară, locuitorii fiind romano-catolici (42,03%), persoane fără religie (19,1%), reformați (3,9%) și atei (1,21%). Pentru 33,29% din locuitori nu este cunoscută apartenența confesională.